# Varnsdorf
Varnsdorf (Duits: Warnsdorf) is een stad in de Tsjechische regio Ústí nad Labem. De stad ligt op 350 meter hoogte aan de rivier Mandava. Na Děčín zelf is Varnsdorf de grootste plaats in het district Děčín.
Varnsdorf grenst in zowel het noorden als het oosten aan Duitsland. In het noorden is er een grensovergang naar het dorp Seifhennersdorf, in het oosten naar Großschönau. Met beide Duitse plaatsen bestaat ook een stoptreinverbinding.
De eerste vermelding van het dorp Varnsdorf stamt uit de 14e eeuw. In 1849 werd het dorp verenigd met enkele dorpen in de omgeving, vanaf dat moment was het met ongeveer 13.000 inwoners het grootste dorp in het Keizerrijk Oostenrijk. In 1868 kreeg het stadsrechten.
In 1871 werd het toenmalige Warnsdorf centrum van de Oud-katholieke beweging in de Boheems-Duitse gebieden van Oostenrijk-Hongarije. In 1882 werd de lokale oud-katholieke kerk, afgescheiden van het Vaticaan, gebouwd. In 1945 kwam met de verdrijving van Duitsers na de Tweede Wereldoorlog een eind aan de Duitse bewoning van de stad, en aan de oud-katholieke beweging in deze streek.
Na de Tweede Wereldoorlog werden door de communistische regering van Tsjecho-Slowakije veel Vietnamese contractarbeiders voor de plaatselijke textiel- en machinefabrieken aangetrokken.  Velen van hen, oorspronkelijk wellicht meer dan 2.000 mensen, zijn na de val van het communisme in Varnsdorf gebleven. Zij beschikken sedert 2008 over een van de weinige boeddhistische tempels in Tsjechië.

## Galerij

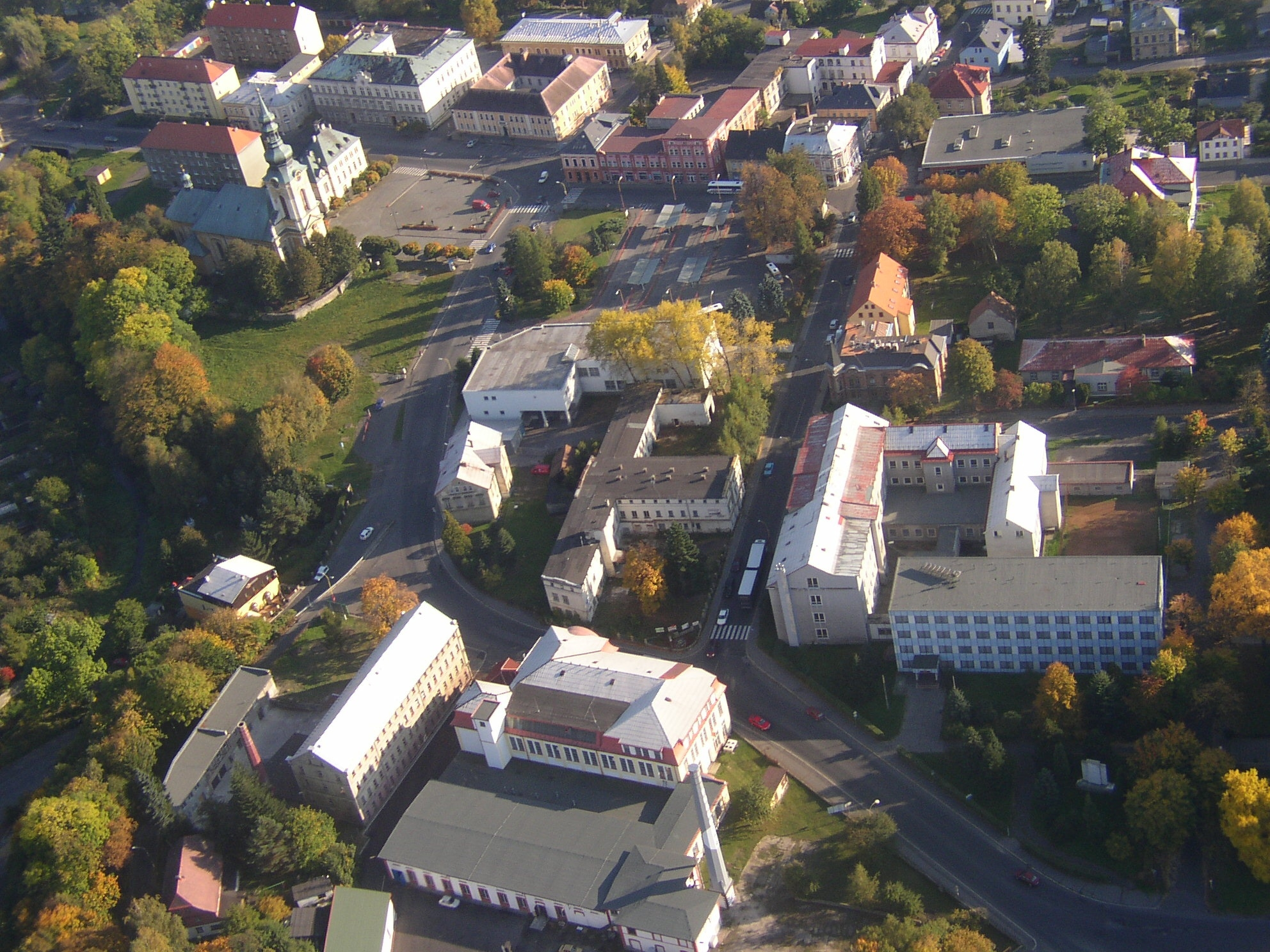
Luchtfoto marktplein en omgeving
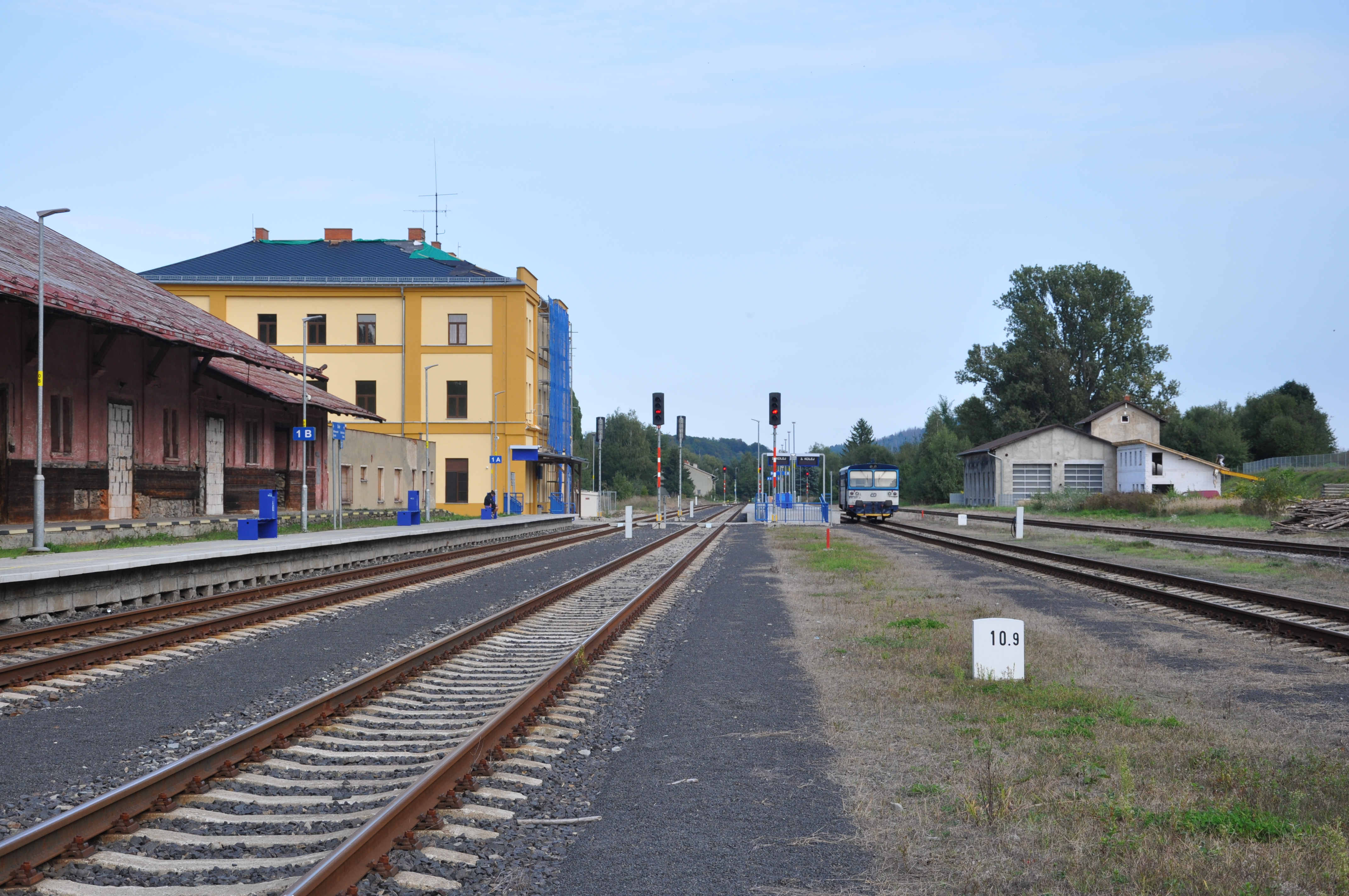
Station
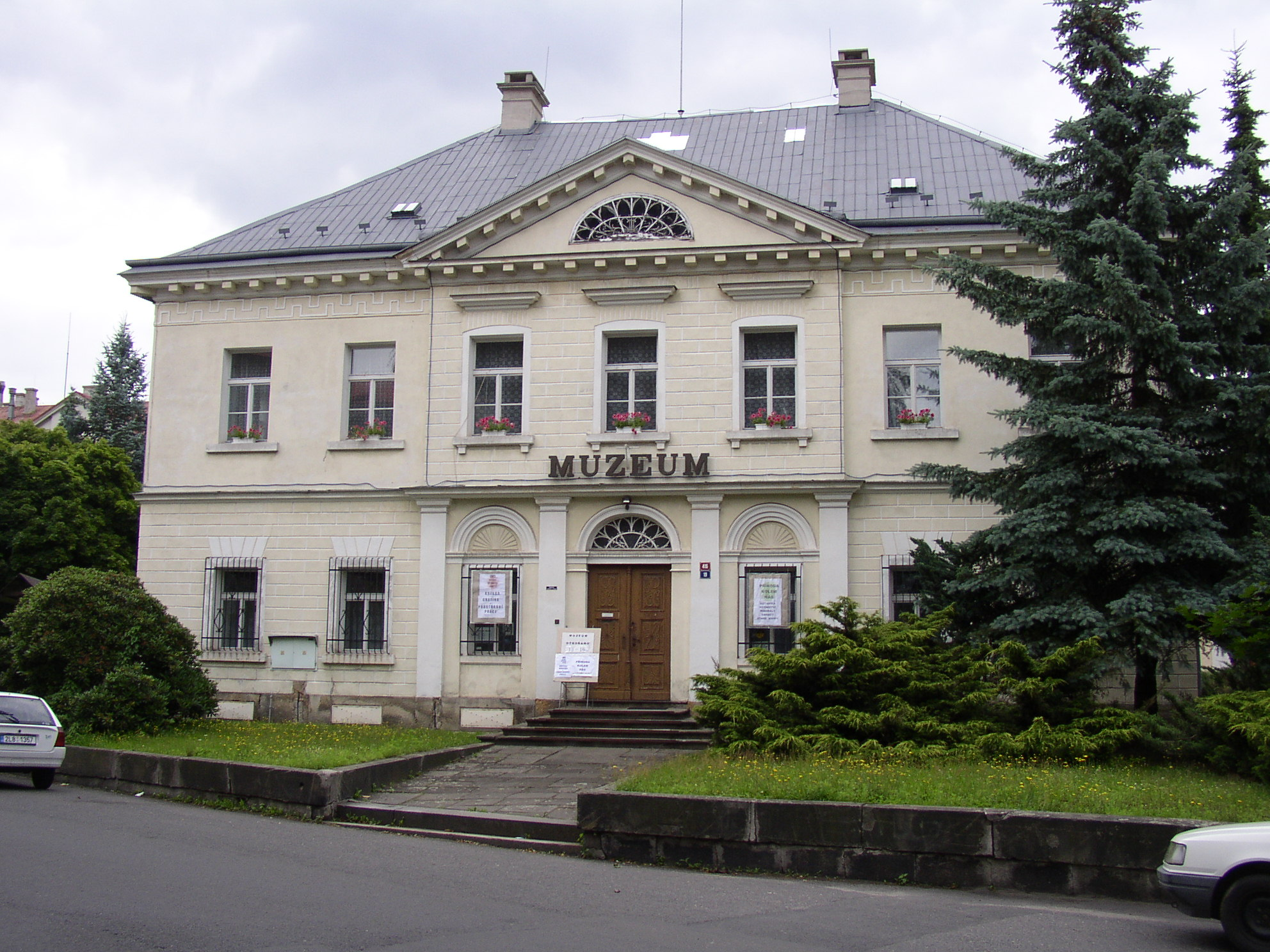
Stadsmuseum
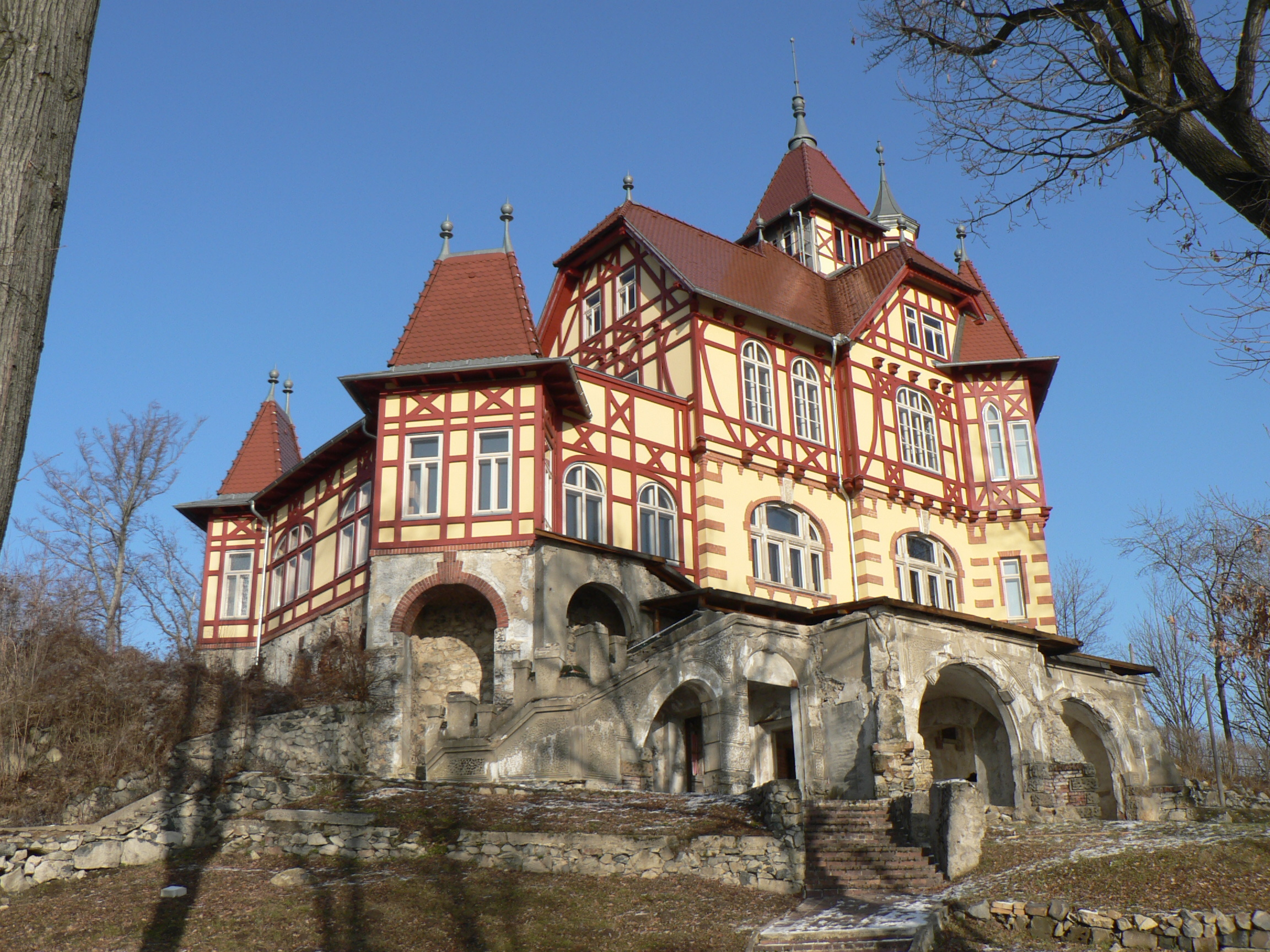
Restaurant (1904) op de grensberg Hrádek (Burgberg)
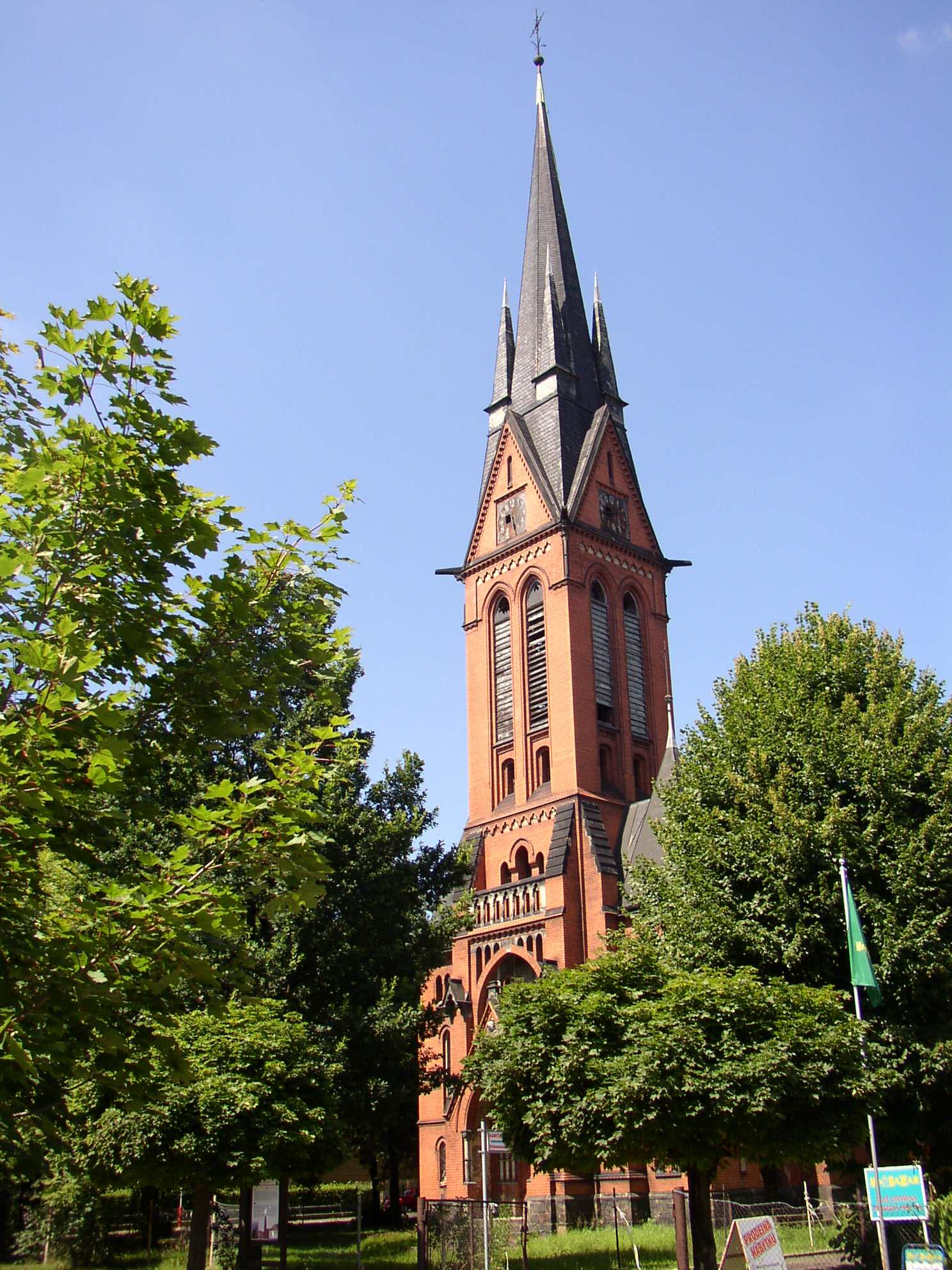
Evang.-lutherse kerk
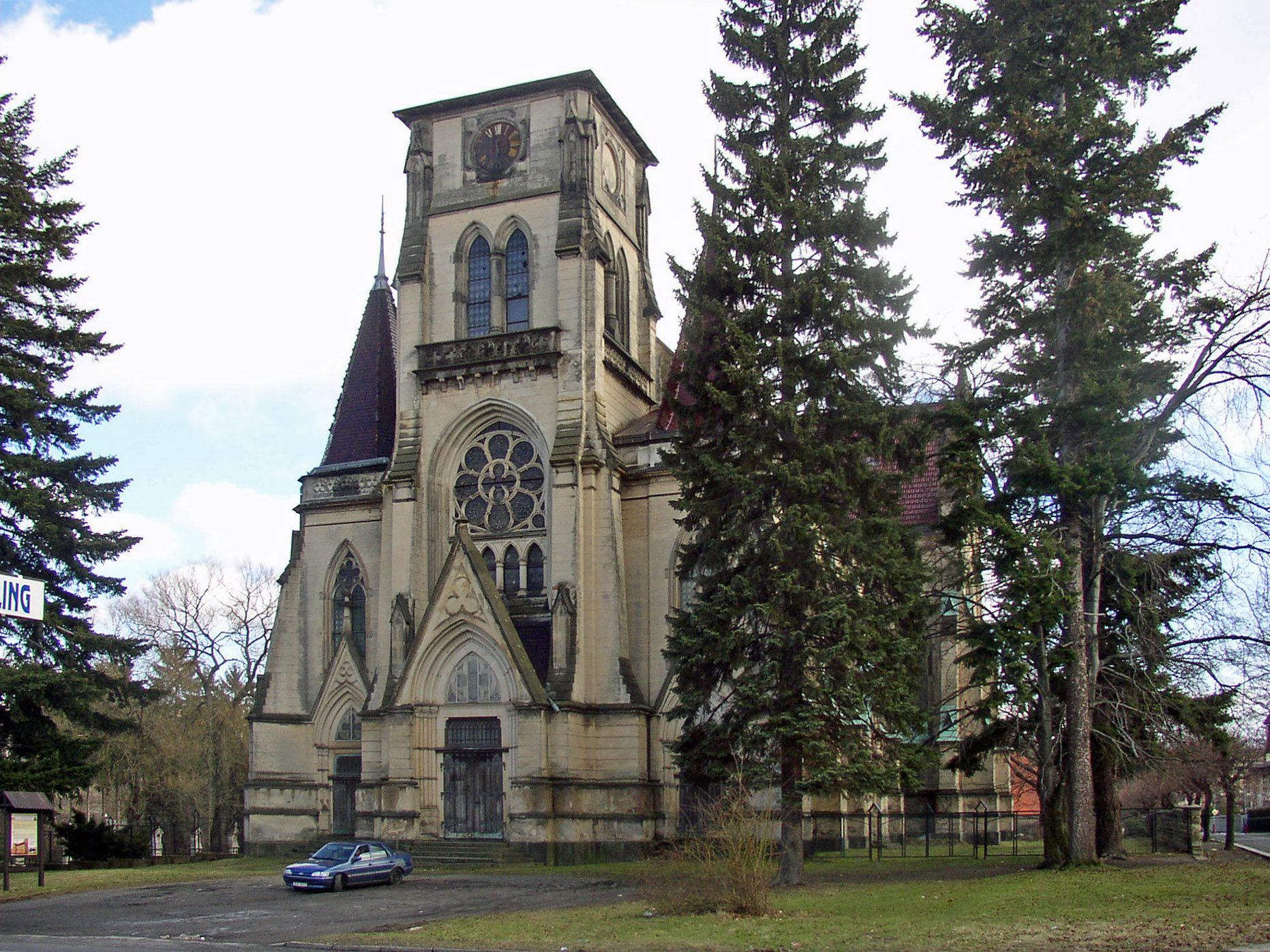
R.K. Borromaeuskerk
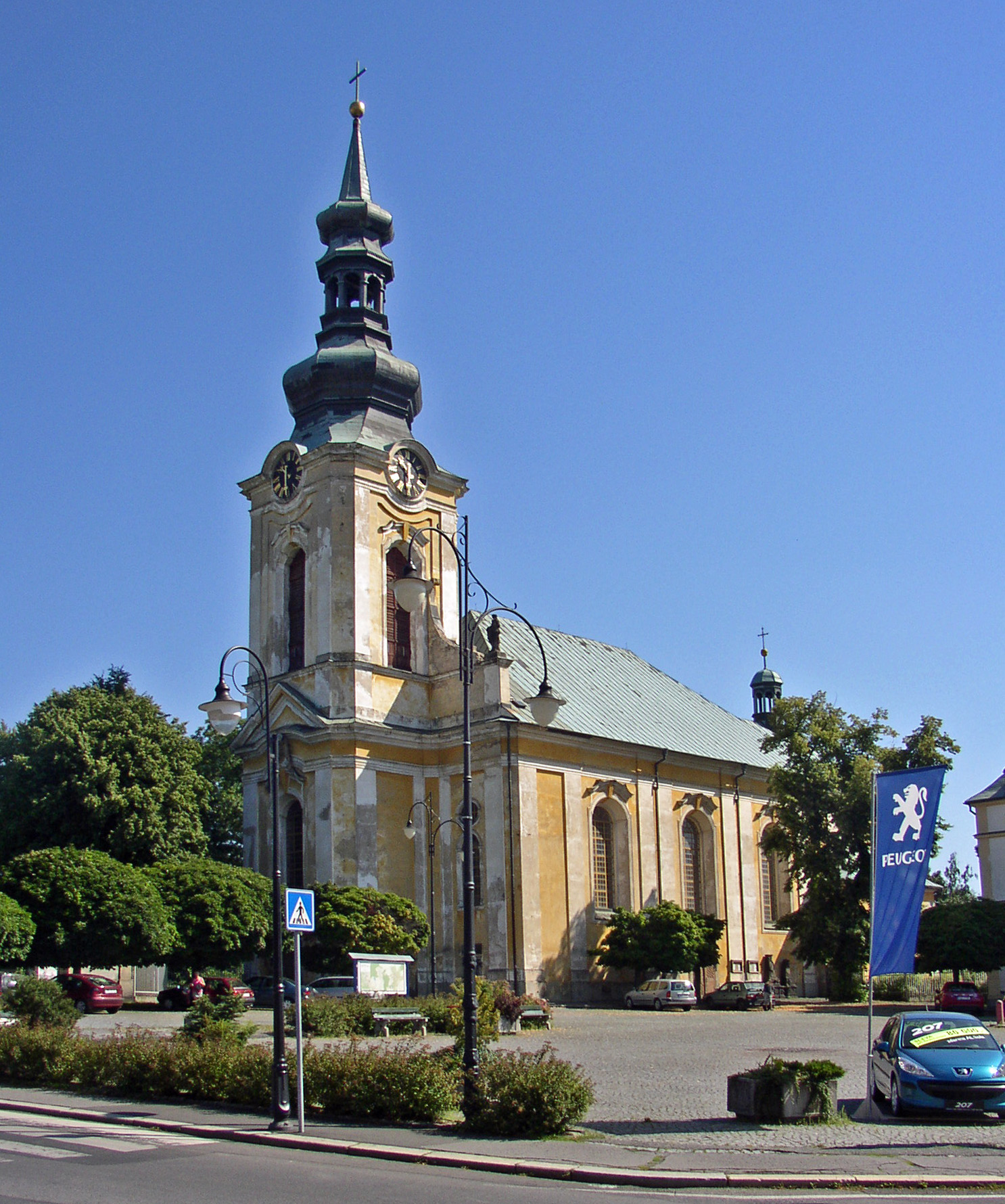
Barokke R.K. St.-Pieters- en Paulskerk
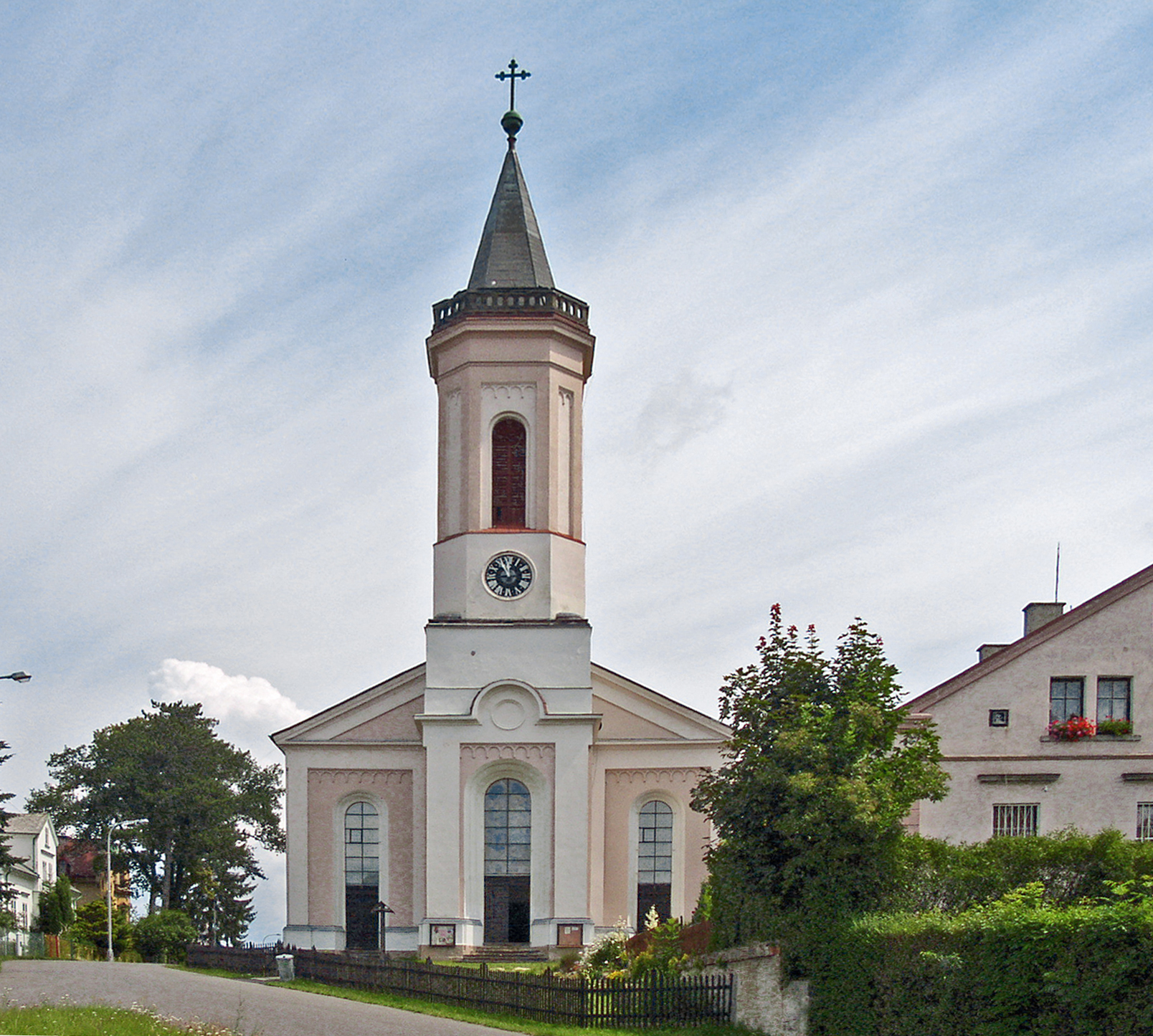
Oud-katholieke kerk

## Geboren
- Joseph Schubert (20 december 1757 - 28 juli 1837),  violist en componist
- Julius Dörfel (1834–1901), architect
- Franz Peter Kien of, Tsjechisch: František Petr Kien (geb. 1 januari 1919, overl. 18 oktober 1944, in Concentratiekamp Auschwitz), Duitstalig Tsjechisch schilder en dichter van Joodse komaf; te Varnsdorf is nabij zijn geboortehuis  een gedenkplaquette voor hem aangebracht[3].
- Gernot Zippe (13 november 1917 - 7 mei 2008), natuurkundige

Arnoltice · 
Benešov nad Ploučnicí · 
Bynovec · 
Česká Kamenice · 
Děčín · 
Dobkovice · 
Dobrná · 
Dolní Habartice · 
Dolní Podluží · 
Dolní Poustevna · 
Doubice · 
Františkov nad Ploučnicí · 
Heřmanov · 
Horní Habartice · 
Horní Podluží · 
Hřensko · 
Huntířov · 
Chřibská · 
Janov · 
Janská · 
Jetřichovice · 
Jílové · 
Jiřetín pod Jedlovou · 
Jiříkov · 
Kámen · 
Krásná Lípa · 
Kunratice · 
Kytlice · 
Labská Stráň · 
Lipová · 
Lobendava · 
Ludvíkovice · 
Malá Veleň · 
Malšovice · 
Markvartice · 
Merboltice · 
Mikulášovice · 
Rumburk · 
Růžová · 
Rybniště · 
Srbská Kamenice · 
Staré Křečany · 
Starý Šachov · 
Šluknov · 
Těchlovice · 
Valkeřice · 
Varnsdorf · 
Velká Bukovina · 
Velký Šenov · 
Verneřice · 
Veselé · 
Vilémov